# Tour de stade
Et tour de stade (fransk for "tur på stadion") er en fysisk øvelse hvor en person løber op og ned af alle trapper i alle sektioner på et stadion. Lang-distanceløbere anvender blandt andet denne træning til at udvikle eksplosivitet i deres løb. Løb op ad trapperne styrker lårmusklerne, mens løb nedad forbedrer koordinationen i fødder og den nedre del af benene.
Øvelsen har også fundet vej til populærkulturen, og er blandt andet nævnt i "Man of Science, Man of Faith" i anden sæson af American Broadcasting Companys Lost.